# Tour Castanyer
 (mars 2023).
La Tour Castañer ou Castanyer est un hôtel particulier de la ville de Barcelone, en Espagne.
L'édifice, propriété de la famille Güell, n'a pas été laissée à l'abandon malgré diverses vicissitudes historiques,. Ici ont logé des personnages tels que les rois d'Espagne et le poète Antonio Machado durant les derniers mois de la Guerre Civile,.

## Histoire
La tour Castanyer a pris ce nom en étant acquise par Joaquím Castañer, marié avec María Consuelo Moragas. En 1888 elle est allée à ses héritiers Joaquín Jover et Consuelo Vidal Moragas. L'édifice est ensuite passé entre les mains d'Eusebio Güell López et María Consuelo Jover Vidal, marquise de Moragas. Le propriétaire depuis le début du XXIe siècle est Juan Güell de Sentmenat.

### Machado dans la tour Castañer
Pendant la guerre civile espagnole et devant le danger que Valence restât isolée, Antonio Machado et sa famille républicaine se sont déplacés à Barcelone, où après un hébergement provisoire à l'Hôtel Majestic, ont occupé la Tour Castañer, confisquée par la Généralité de Catalogne. Les Machado sont restés depuis la fin de mai 1938 jusqu'aux premiers jours de 1939.

## Galerie

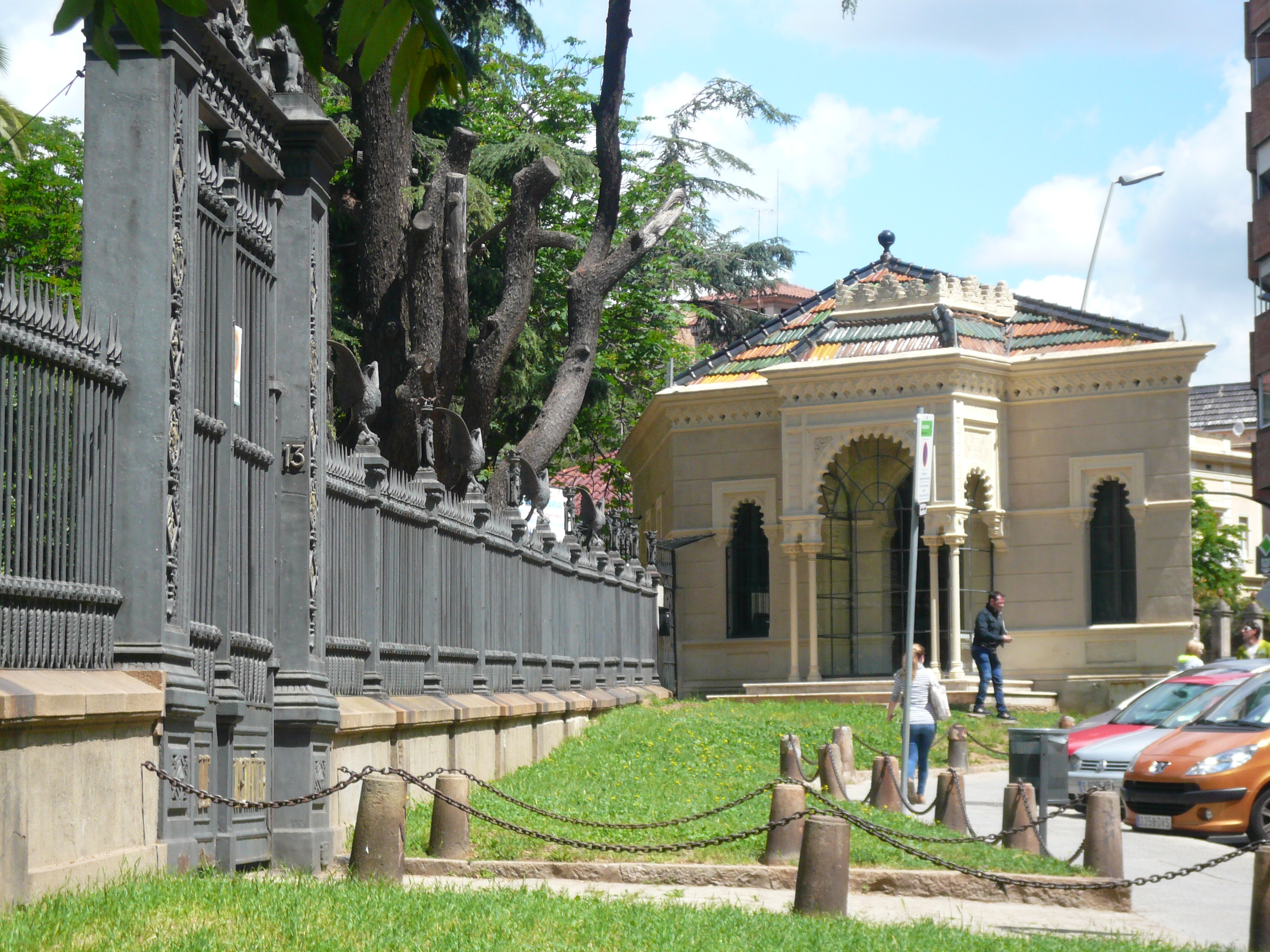
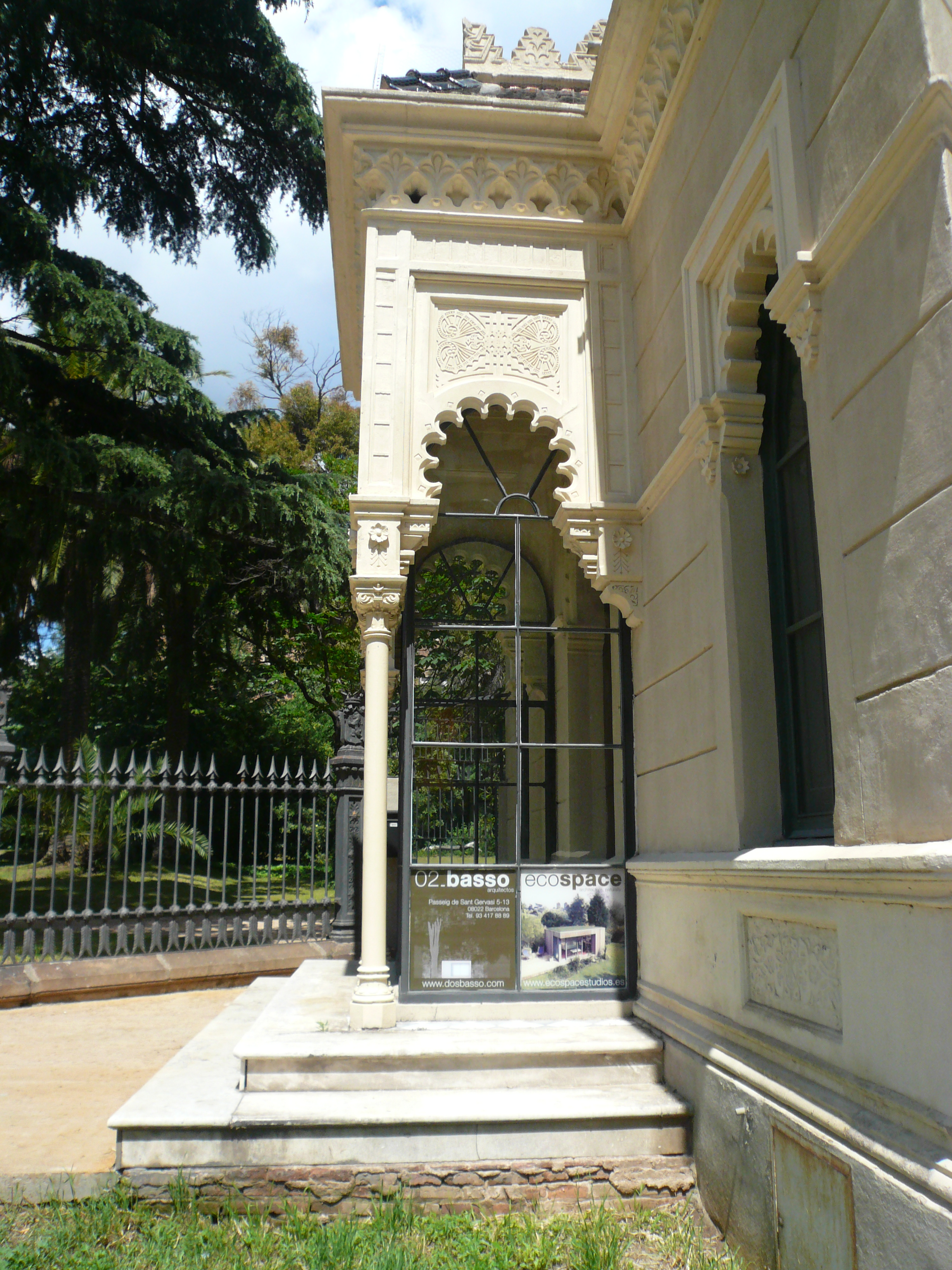
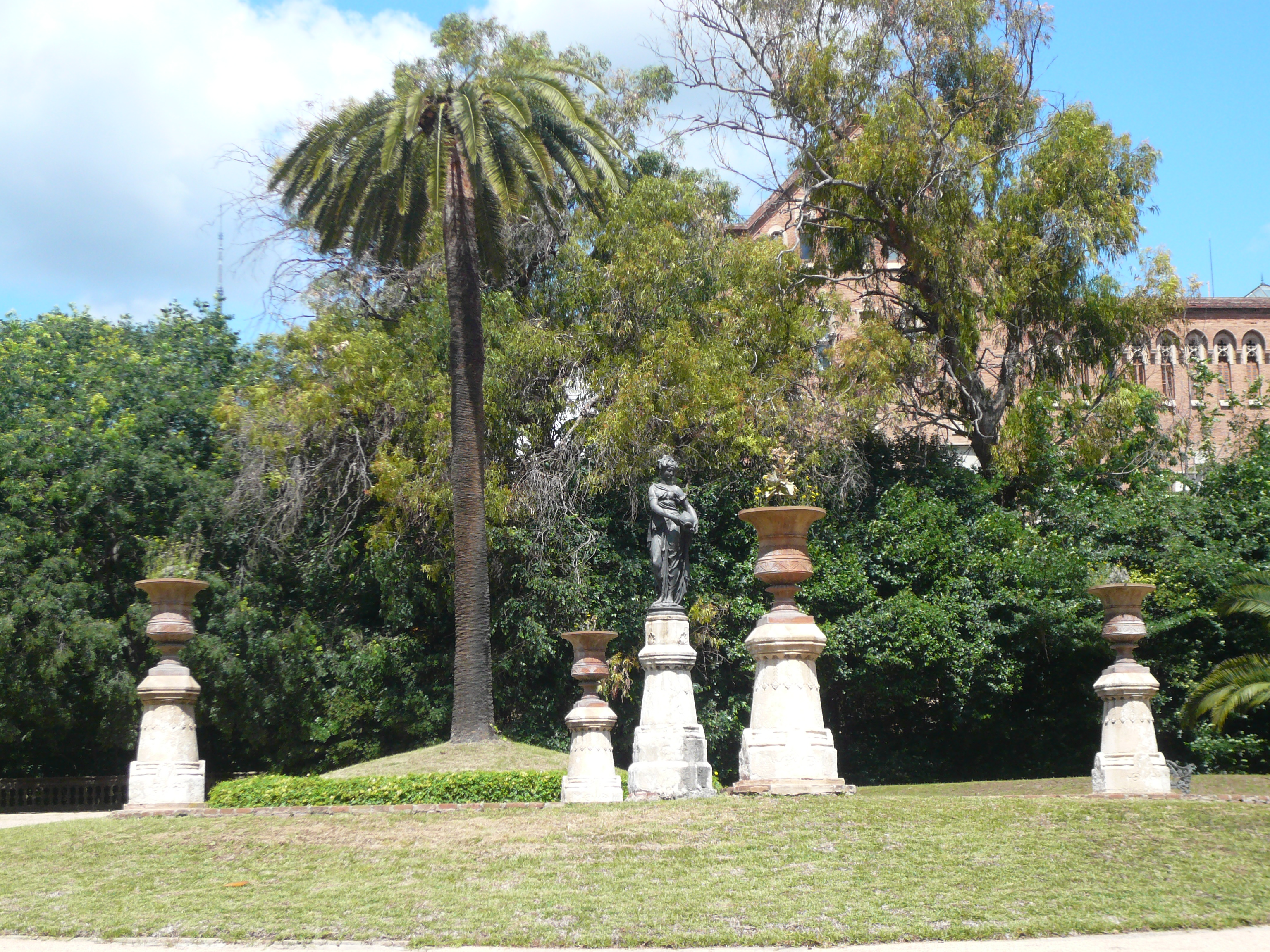

## Source de traduction
- (es) Cet article est partiellement ou en totalité issu de l’article de Wikipédia en espagnol intitulé « Torre Castañer » (voir la liste des auteurs).